# Bethlen-Platz-Synagoge

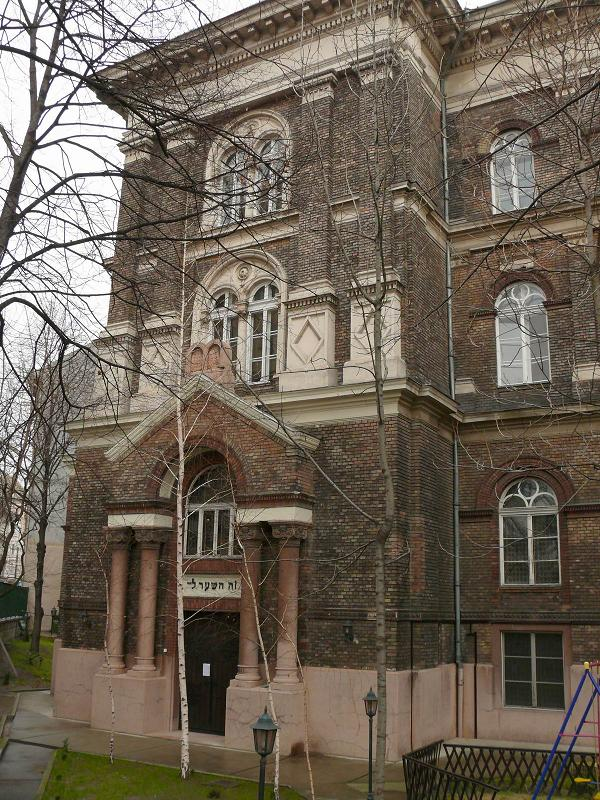
Bethlen-Platz-Synagoge

Die Bethlen-Platz-Synagoge (ungarisch Bethlen téri zsinagóga; auch: Bethlen téri Status-quo Ante Körzet és Zsinagóga) ist eine Synagoge am Bethlen-Gabor-Platz in Budapest.

## Lage
Der Bethlen-Gabor-Platz ist ein quadratischer Platz im VII. Budapester Bezirk.
Der VII. Budapester Bezirk heißt Elisabethstadt (ungarisch: Erzsébetváros).
Hier war vor dem Zweiten Weltkrieg ein jüdisches Viertel und während der deutschen Besetzung ein jüdisches Ghetto.
Heute (2017) befinden sich in der Elisabethstadt mehrere Synagogen, jüdische Restaurants, koschere Geschäfte, jüdische Buchhandlungen und andere jüdische Einrichtungen.
Die István utca durchschneidet den Bethlen-Gabor-Platz diagonal von Südwesten nach Nordosten.
An der nordöstlichen Ecke des Platzes liegt die Synagoge.
Ihre Adresse ist István utca 15.

## Geschichte
Im Jahr 1920 wurde auf der Nordostseite des Bethlen-Gabor-Platzes ein großes Gebäude im eklektischen Stil erbaut.
Die Synagoge befindet sich im linken Teil dieses Gebäudes, dessen Rest anderen Zwecken diente und dient.
Ihre religiöse Ausrichtung war dem status quo ante verpflichtet, deshalb auch der Name Bethlen-Platz-status-quo-ante-Synagoge.

### status quo ante
Bis 1868/69 benutzten in Ungarn orthodoxe und neologe (in Ungarn werden die Reformjuden als neolog bezeichnet) Juden dieselben Synagogen.
Sie hielten ihre Gottesdienste in verschiedenen Räumen oder zu verschiedenen Zeiten ab.
Es gab keine wirkliche Spaltung zwischen diesen beiden Richtungen und es stand jedem Juden frei mal zu den einen und mal zu den anderen zu gehen.
1868/69 fand der Große Israelitischer Landeskongress in Ungarn statt.
Als Ergebnis dieses Kongresses spalteten sich die ungarischen Juden in drei Richtungen: Neologie, Orthodoxie und status quo ante.
Die Richtung status quo ante wollte die Situation vor dem Kongress, also vor der Spaltung beibehalten.
Sie lehnte es ab, sich an dem Streit zwischen Neologen und Orthodoxen zu beteiligen.

### 1944 bis 1945
1944 wurde in diesem Gebäude, dessen linker Teil die Synagoge beherbergt, ein jüdisches Krankenhaus eingerichtet, das unter dem Schutz des Internationalen Roten Kreuzes stand.
Geleitet wurde das Krankenhaus von Dénes Fuchs und János Biedermann, ausgerüstet aus Beständen von Adolf Weiss.
Es hatte 350 Betten.
Patienten, die hier behandelt wurden, wurden nicht in das Budapester Ghetto gebracht.
Am 28. Dezember 1944 wurde das Krankenhaus von SS-Angehörigen und anderen Nazis überfallen.
Dabei wurden 24 Männer ermordet, die Einrichtungen verwüstet und viele verletzt.
Abgesehen von diesem Anschlag überlebten die Patienten und das Personal den Holocaust.

### Nach 1945
Nach Ende des Zweiten Weltkrieges wurde das Gebäude vom American Joint Distribution Committee (DEGOB) zur Versorgung deportierter Ungarn genutzt.
Später zogen Universitätseinrichtungen ein.
Heute (2017) beherbergt es das Amerikanische McDaniel College.

## Rabbiner
Von 1988 bis zu seinem Tod im Jahr 2015 war Großrabbiner Robert Deutsch Rabbiner der Bethlen-Platz-Synagoge.
Ihm folgte sein Sohn Peter Deutsch.